# Kalabeso
Kalabeso is een bestuurslaag in het regentschap Sumbawa van de provincie West-Nusa Tenggara, Indonesië. Kalabeso telt 1234 inwoners (volkstelling 2010).